# Geneva (Nebraska)
Geneva je grad u američkoj saveznoj državi Nebraska. Prema popisu stanovništva iz 2010. u njemu je živjelo 2,217 stanovnika.